# 少年英雄方世玉
《少年英雄方世玉》（英语：Young Hero Fong Sai Yuk）是1999年亞洲電視本港台與三立都會台外購劇，飛騰電影公司製作，張衛健、恬妞、何美鈿、樊少皇、李婷宜等主演。是描述方世玉從整天闖禍的少年，和摯友洪熙官、胡惠乾及摯愛凌小小，如何大敗雷老虎、智取李巴山、最後打敗武林魔頭白眉道長拯救武林。
该剧当年一经播出，在两岸三地刮起收视狂潮，更在本港台播出后收视率击败翡翠台。

## 故事簡介
一名整天闖禍的少年方世玉，誤傷雷老虎之姪子雷人王。雷老虎強迫方世玉和其決鬥報仇，沒想到方世玉打敗雷老虎。雷老虎因此傷重不治，其妻李小環找其父李巴山出面復仇。方世玉裝死避往少林寺，勤練武功，最後被發現。李巴山殺上少林，和方世玉在梅花樁上決鬥。決鬥時，李小環暗算方世玉不成，還因此間接害死父親，不能報仇，只能抱着屍首離去。
然後，李小環去武靈山找師叔幫忙報仇。後來武靈掌門白眉道長卻想藉此機會，找藉口一舉征服少林，想要讓武靈從此成為武林第一大派。白眉道長殺上少林，死傷慘重。方世玉等人逃出少林。後來因緣際會，嚴詠春自創詠春拳，洪熙官也自創洪拳，方世玉更習得了絕世武功，最後大勝白眉，拯救武林，也完成了傳說。

## 收視率
蘋果日報報道無線初時變陣以鄭伊健主演的《雙面伊人》對撼亞視的《少年英雄方世玉》頓成炮灰，前晚鄭伊健出席《勁歌金曲》時已暗示沒有信心，他甫開腔便說：「 收視唔關我事，我拍完就算！其實贏輸對我講都係好事，打得贏話，『咦！好出奇喎！』收得唔好咪好囉！無線覺得鄭伊健都冇收視，咁我爭無線劇咪唔使還囉！」昨日公布的無線第二度變陣後首日收視，宣告無線再度變陣失敗！鄭伊健慘成兩台大戰的炮灰，《雙面伊人》平均收視僅得二十一點，最低更低至十九點，令人不禁搖頭歎息。 而亞視不但未受無線變陣影響，各時段收視均有增長，對撼《雙》劇的《少年英雄方世玉》走勢更加強勁，平均收視達二十四點，最高更去到二十九點，收視超過五成，令無線昨日緊急宣告下周第三度變陣，迎擊亞視。

## 演員表

### 主要演員
- 張衛健 飾 方世玉
- 何美鈿 飾 凌小小
- 樊少皇 飾 洪熙官
- 李婷宜 飾 嚴詠春（香港配音 曾秀清）
- 恬　妞 飾 苗翠花
- 張振寰 飾 方　德
- 黃一飛 飾 苗　顯
- 鄭國霖 飾 （香港配音 潘文柏）
- 謝　娜 飾 小　麗（香港配音 黃玉娟）

### 其他演員
- 鄭佩佩 飾 五　梅
- 沈孟生 飾 三　德（香港配音 黃志成）
- 冼灝英 飾 至　能
- 于立文 飾 至　善（香港配音 黄志明）
- 王衛國 飾 嚴　湛（香港配音 盧　雄）
- 劉大成 飾 關夫子
- 盧星宇 飾 童千斤（香港配音 雷　霆）
- 卓　凡 飾 雷人王
- 趙　劍 飾 雷老虎（香港配音 黄志明）
- 商天娥 飾 李小環
- 李海興 飾 李巴山（香港配音 陆颂愚）
- 黃海冰 飾 仇萬千
- 陳鴻烈 飾 白眉道長
- 張春仲 飾 冯道德
- 飾 肥褔（香港配音 曾志偉）
- 恆忍大師 至善 五梅 苗顯 白眉 馮道德 李巴山 之師傅

## 原声專輯
原声CD由环星唱片于1999年发行，作曲与编曲为香港音乐人张兆鸿。
1. 醉凡塵 (粵語) - 葉振棠
2. 心的守候 - 樊少皇、李婷宜
3. 媽媽我愛你 - 麦子杰、黎亚
4. 今夜我想醉 - 黎骏
5. 少年夢 - 麦子杰
6. 醉凡塵(電視版) - 葉振棠
7. 醉凡塵(音樂版)
8. 心的守候(音樂版)
9. 媽媽我愛你(音樂版)
10. 今夜我想醉(音樂版)